# Czadosy
Czadosy (lit. Čedasai) – miasteczko na Litwie, w okręgu poniewieskim, w rejonie rakiszeckim, nad granicą z Łotwą. W 2011 roku liczyło 196 mieszkańców.